# وجه الفوهرر
وجه الفوهرر (بالإنجليزية: Der Fuehrer's Face)‏ ، العنوان الأصلي للفيلم:Donald Duck in Nutzi Land أي بطوط في بلاد النازية ، هو فيلم كرتوني قصير أنتج سنة 1942 من قبل شركة والت ديزني بالتنسيق مع وزارة الدفاع الأمريكية ، مدة الفيلم الكرتوني القصير 8 دقائق .

## قصة مختصرة
تدور القصة حول شخصية بطوط حيث يعمل مع النازيين لإنتاج أكبر عدد من القنابل بطريقة كوميدية وساخرة ، بحيث يعمل بطوط كجندي ألماني في حياة صعبة وقاسية وظهر هناك شخصيات سياسية في هذا الكرتون مثل : هيرمان غورينغ وبينيتو موسوليني وهيروهيتو وأدولف هتلر .

## الجائزة
حصل هذا الفيلم على جائزة الأوسكار لإنتاج الأفلام القصيرة عام 1942 .

## مصدر
1. 1 2 3 4 5 6 7 8  مذكور في: قاعدة بيانات الرسوم المتحركة الكبيرة. معرف قاعدة بيانات الرسوم المتحركة الكبيرة: 5347. الوصول: 22 أغسطس 2019.
2. 1 2  مذكور في: إندوكس. معرف قصة في إندوكس: 1943-001 QMS 1943-001. الوصول: 22 أغسطس 2019. لغة العمل أو لغة الاسم: متعدد اللغات.
3. ↑  مذكور في: Disney Animation: The Illusion of Life (1981 Abbeville Press ed.). الصفحة: 286. الناشر: Abbeville Publishing Group. لغة العمل أو لغة الاسم: الإنجليزية. تاريخ النشر: 1981.
4. ↑  Biographies of 10 Classic Disney Characters from Walt Disney Archives at D23: The Official Disney Fan Club نسخة محفوظة 15 مايو 2013 على موقع واي باك مشين.

## وصلات خارجية
- وجه الفوهرر على موقع IMDb (الإنجليزية)
- وجه الفوهرر على موقع ألو سيني (الفرنسية)
- وجه الفوهرر على موقع فيلمافينيتي (الإسبانية)
- وجه الفوهرر على موقع قاعدة بيانات الفيلم (الإنجليزية)
- وجه الفوهرر على موقع ليتربوكسد (الإنجليزية)
- وجه الفوهرر على موقع كينوبويسك (الروسية)
- Der Fuehrer's Face on the Encyclopedia of Disney Animated Shorts
- Disney Archives: Donald Duck Character History
- Banned cartoons, including Fuehrer